# الرئيس (شجرة)

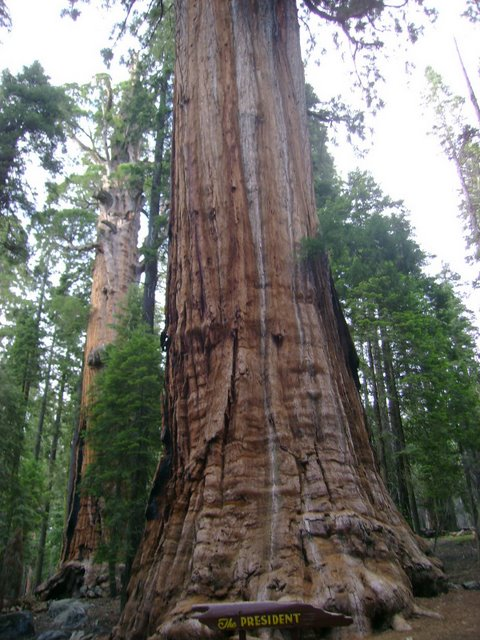
شجرة الرئيس

شجرة الرئيس هو اسم سكويا عملاقة موجودة في الغابة العملاقة في متنزه سكويا الوطني الواقع في الولايات المتحدة شرق فيساليا، كاليفورنيا. يعتقد أن عمر هذه الشجرة لا يقل عن 3200 عام. وهي ليست أطول شجرة سكويا عملاقة في العالم (يبلغ طولها 247 قدم (75 م))، كما أنها ليست أعرض شجرة سكويا (يبلغ قطرها حوالي 27 قدم (8.2 م)) لكنها ثالث أكبر شجرة في العالم.
سميت الشجرة على اسم الرئيس وارن جي. هاردينغ عام 1923. عام 2012، قيس حجم جذع الشجرة ووجد بأنه حوالي 1300 متر مكعب. أما حجم الأغصان الإضافية فبلغ 250 متر مكعب.

## إحصائيات
|                                 | بالأمتار | بالأقدام |
| الارتفاع فوق القاعدة            | 75.3     | 247.0    |
| المحيط فوق الأرض                | 28.4     | 93.0     |
| القطر 1.5 متر فوق القاعدة       | 7.1      | 23.1     |
| القطر 18 متر (60') فوق القاعدة  | 5.2      | 16.9     |
| القطر 55 متر (180') فوق القاعدة | 3.55     | 11.6     |
| قطر أضخم غصن                    | 2.43     | 8.0      |
| ارتفاع أكبر الفروع فوق قاعدة    | 37.1     | 122.0    |
| تقدير حجم الجذع (متر³.قدم³)     | 1,278.0  | 45,148.0 |
| تقدير حجم الأغصان (متر³.قدم³)   | 254.9    | 9,000.0  |